# Pierre-Henri Picq
Pierre-Henri Picq, né le 2 février 1833 à Saint-Cloud et mort le 12 février 1911, est un architecte français.

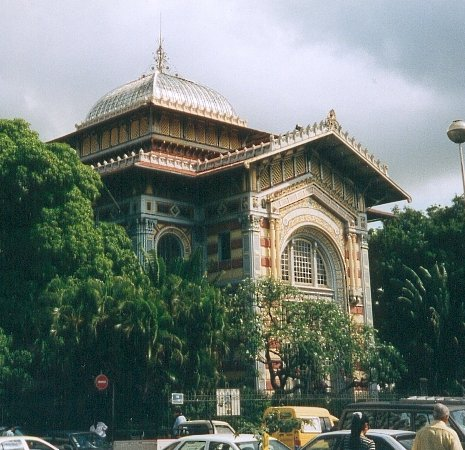
La bibliothèque Schœlcher à Fort-de-France

Formé chez Étienne Cordier, architecte de la ville de Paris, puis dans l'atelier de l'ébéniste Michel-Victor Cruchet, Pierre-Henri Picq adhère en 1872 à la Société Impériale et Centrale des architectes. Il est l'auteur de plusieurs bâtiments à la Martinique, où il séjourne à partir des années 1890. Son œuvre est caractérisée par l'éclectisme et le recours fréquent aux structures métalliques. 

## Réalisations
- 1878 : Maison égyptienne, à l'Exposition universelle de 1878, à Paris.
- 1887 : Bibliothèque Schœlcher, exposée à Paris, démontée et remontée à Fort-de-France en 1887, elle ouvre ses portes en 1893.
- 1889 : Palais du Chili, à l'Exposition universelle de 1889, à Paris ; remonté à Santiago, au Chili (Musée Artequin).
- 1895 :
  - Église Saint-Michel, au François (détruite en 1973).
  - Cathédrale Saint-Louis, à Fort-de-France.
- 1897 : Église Notre-Dame de la Nativité, à Ducos.
- 1901 :
  - Hôtel de ville du François.
  - Grand marché couvert, à Fort-de-France.
  - Magasin Le Printemps, à Fort-de-France.